# 유인 우주선 목록
다음은 유인 우주비행을 위해 설계된 과거, 현재, 미래의 우주선 목록이다.

## 현재의 유인 우주선
- 소유스(1967년–현재)
- 선저우(2003년–현재)
- 스페이스십투(SpaceShipTwo, 2018년-현재)
- 드래곤

## 현재의 우주정거장
- 국제우주정거장(2000년–현재)

## 과거의 유인 우주선
- 보스토크(1961년–1963년)
- 머큐리(1961년–1963년)
- X-15(1962년-1968년)
- 보스호트(1964년–1965년)
- 제미니 (1965년–1966년)
- 아폴로(1968년-1975년)
- 스페이스셔틀(1981년–2011년)
- 스페이스십원(2004년)

## 과거의 우주정거장
- 살류트 시리즈 (1971–1991)
- 스카이랩 (1973–1974)
- 알마즈 시리즈 (1973–1977)
- 미르 (1986–2001)
- 톈궁 1호 (2011–2018)
- 톈궁 2호 (2016–2019)

## 개발 중인 유인 우주선
- 블루 오리진의 뉴 셰퍼드
- 스페이스X의 드래곤 2호
- 보잉의 CST-100 스타라이너
- 스페이스X 스타십
- NASA의 오리온
- ISRO 유인 우주선
- 시에라 네바다의 드림 체이서
- 오렐(Orel)

## 개발 중인 우주정거장
- 톈궁 우주정거장(CSS)
- Bigelow Commercial Space Station / Space Complex Alpha
- 루나 게이트웨이
- OPSEK
- 루나 오비탈 스테이션

## 같이 보기
- 우주의학
- 달 관광